# Verde ceniza
Verde ceniza o, a veces, ceniza verde es un color verde azulado que se basa en el de un pigmento para pintura artística denominado «ceniza verde».
En el recuadro bajo estas líneas, la muestra de color de la izquierda representa al color específico del pigmento, mientras que la de la derecha representa la coloración aproximada de las pinturas para artistas que se comercializan bajo la denominación de color «verde ceniza». Este verde ceniza pictórico no es uniforme: puede ser verde a verdeazulado y semioscuro a semiclaro.
|             | Verde ceniza (específico) | Verde ceniza (pictórico) |
| HTML        | #5F7F7A                   | #009872                  |
| CMYK        | (40, 0, 24, 50)           | (85, 5, 60, 0)           |
| RGB         | (95, 127, 122)            | (0, 152, 114)            |
| HSV         | (171°, 25 %, 50 %)        | (165°, 100 %, 60 %)      |
| Referencias | [ 1 ]                     | [ 1 ]                    |

## Como pigmento
La ceniza verde es una mezcla de sulfato de cobre y materias terrosas, poco utilizada en pintura.